# Пляска Солнца

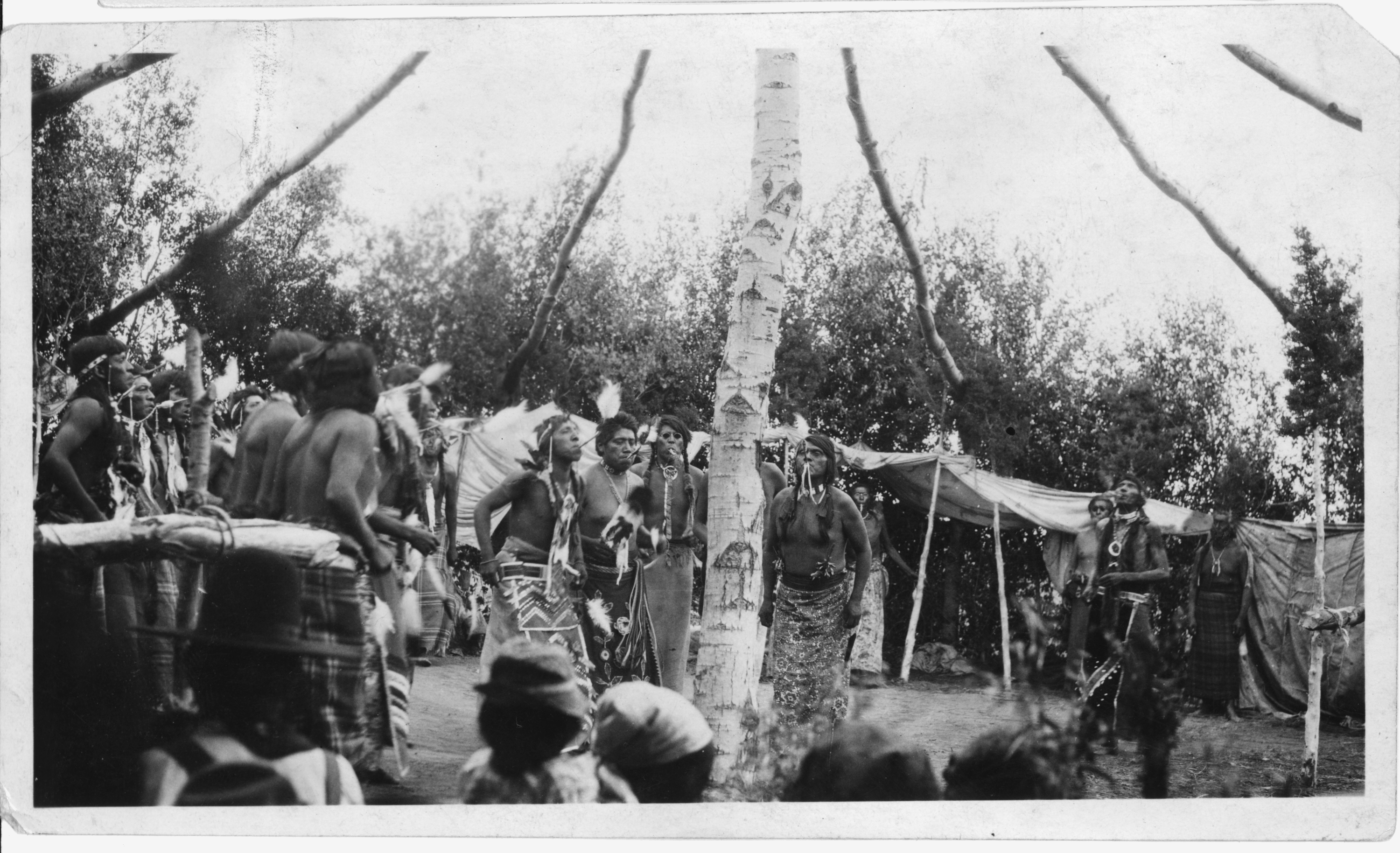
Пляска Солнца у северных шошонов, 1925 г.

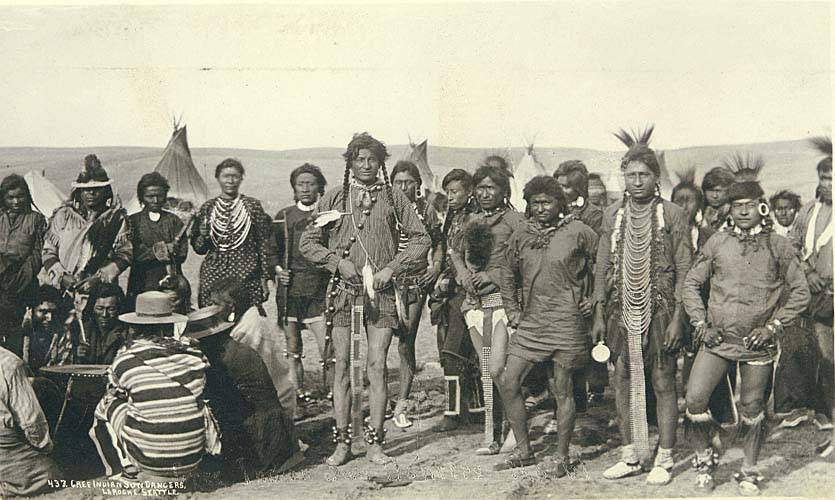
Кри на исполнении пляски Солнца в 1893 г.

Пля́ска Со́лнца, Та́нец Со́лнца (англ. Sun Dance) — самая важная религиозная церемония части североамериканских индейцев, в первую очередь индейцев Великих равнин. Для проведения ритуала отдельно кочевавшие группы племён собирались вместе. Происхождение Пляски Солнца до конца не выяснено. Она называется также церемонией Medicine Lodge. К концу XIX века она распространилась с небольшими различиями среди большинства индейских племён равнин от равнинных оджибве в Саскачеване (Канада) до кайова в Техасе (США).
Как правило, Пляска Солнца проводилась каждым племенем раз в год в конце весны или в начале лета, когда бизоны собирались в стада после длинных зим Великих равнин — это позволяло прокормить сотни людей, посещавших церемонию. Каждое племя имело свои практики и церемониальные обычаи, но многие разновидности этой пляски имеют одинаковые составляющие, включая передаваемые через поколения танцы, песни на родных языках, молитвы, пост. В некоторых разновидностях Пляски Солнца в качестве жертвы Великому духу делались надрезы на коже груди, рук и спины, в которые вставлялись специальные шпильки, к концам которых затем привязывались ремни и прикреплялись к столбу — «дереву жизни», что означало прямую связь с Создателем.

## Церемония
У индейцев лакота церемония проходила следующим образом. В лесу искали «дерево жизни», которое впоследствии использовалось как центральный столб церемонии. Далее выбирался смелый или заслуженный воин, который срубал его. Дереву не давали коснуться земли, срубали сучья, относили на место проведения церемонии и устанавливали в середине арены. Пляска Солнца начиналась на утро следующего дня, причём участники смотрели на восходящее солнце. Эта часть церемонии продолжалась четыре дня, пока приносящие себя в жертву готовились.
Эти люди (обычно мужчины, очень редко женщины) хотели чего-либо особенного — получить боевые или охотничьи навыки или же просили излечения больного родственника. Вокруг арены размещали черепа бизонов, а к шесту привязывали ремни сыромятной кожи. Танцорам делались надрезы на обеих сторонах груди, в которые вставлялись косточки, прикреплявшиеся ремнями к столбу. Начиналась пляска, целью которой было вырвать вставленные косточки из тела. Танцоры рывками тянули назад, пытаясь порвать свою плоть. Другим вариантом было прикрепление черепов бизонов таким же образом к спине и волочение их участником обряда по камням и кустам до тех пор, пока черепа не оторвутся. Тем, кто не мог освободиться самостоятельно, помогали их наставники, дёргая их назад.

## Отношение к церемонии
Хоть и не все народы применяли надрезы на коже при Пляске Солнца, кабинет министров Канады запретил эту часть церемонии в 1895 году, а правительство США — в 1904. Сейчас, однако, ритуал вновь законен в обеих странах.